# Liste des titres musicaux numéro un au classement radio en France en 2018
Cette page liste les titres musicaux numéro un au classement radio en France pour l'année 2018 selon le Syndicat national de l'édition phonographique (SNEP).

## Classement des titres les plus diffusés par semaine
| №  | Date         | Artiste                             | Titre                | Réf.   |
| -- | ------------ | ----------------------------------- | -------------------- | ------ |
| 1  | 5 janvier    | Camila Cabello featuring Young Thug | Havana               | [ 1 ]  |
| 2  | 12 janvier   | Ed Sheeran                          | Perfect              | [ 2 ]  |
| 3  | 19 janvier   | Camila Cabello featuring Young Thug | Havana               | [ 3 ]  |
| 4  | 26 janvier   | Kygo featuring Justin Jesso         | Stargazing (en)      | [ 4 ]  |
| 5  | 2 février    | Kygo featuring Justin Jesso         | Stargazing (en)      | [ 5 ]  |
| 6  | 9 février    | Kygo featuring Justin Jesso         | Stargazing (en)      | [ 6 ]  |
| 7  | 16 février   | Kygo featuring Justin Jesso         | Stargazing (en)      | [ 7 ]  |
| 8  | 23 février   | Camila Cabello featuring Young Thug | Havana               | [ 8 ]  |
| 9  | 2 mars       | Camila Cabello featuring Young Thug | Havana               | [ 9 ]  |
| 10 | 9 mars       | Kygo featuring Justin Jesso         | Stargazing           | [ 10 ] |
| 11 | 16 mars      | Tom Walker                          | Leave a Light On     | [ 11 ] |
| 12 | 23 mars      | Tom Walker                          | Leave a Light On     | [ 12 ] |
| 13 | 30 mars      | Tom Walker                          | Leave a Light On     | [ 13 ] |
| 14 | 6 avril      | Tom Walker                          | Leave a Light On     | [ 14 ] |
| 15 | 13 avril     | Tom Walker                          | Leave a Light On     | [ 15 ] |
| 16 | 20 avril     | Tom Walker                          | Leave a Light On     | [ 16 ] |
| 17 | 27 avril     | Tom Walker                          | Leave a Light On     | [ 17 ] |
| 18 | 4 mai        | David Guetta & Sia                  | Flames               | [ 18 ] |
| 19 | 11 mai       | Maître Gims & Vianney               | La Même              | [ 19 ] |
| 20 | 18 mai       | David Guetta & Sia                  | Flames               | [ 20 ] |
| 21 | 25 mai       | David Guetta & Sia                  | Flames               | [ 21 ] |
| 22 | 1er juin     | David Guetta & Sia                  | Flames               | [ 22 ] |
| 23 | 8 juin       | David Guetta & Sia                  | Flames               | [ 23 ] |
| 24 | 15 juin      | David Guetta & Sia                  | Flames               | [ 24 ] |
| 25 | 22 juin      | David Guetta & Sia                  | Flames               | [ 25 ] |
| 26 | 29 juin      | Ariana Grande                       | No Tears Left to Cry | [ 26 ] |
| 27 | 6 juillet    | Cecilia Krull vs Gavin Moss         | My Life Is Going On  | [ 27 ] |
| 28 | 13 juillet   | Cecilia Krull vs Gavin Moss         | My Life Is Going On  | [ 28 ] |
| 29 | 20 juillet   | Cecilia Krull vs Gavin Moss         | My Life Is Going On  | [ 29 ] |
| 30 | 27 juillet   | Cecilia Krull vs Gavin Moss         | My Life Is Going On  | [ 30 ] |
| 31 | 3 août       | Cecilia Krull vs Gavin Moss         | My Life Is Going On  | [ 31 ] |
| 32 | 10 août      | Cecilia Krull vs Gavin Moss         | My Life Is Going On  | [ 32 ] |
| 33 | 17 août      | Cecilia Krull vs Gavin Moss         | My Life Is Going On  | [ 33 ] |
| 34 | 24 août      | Cecilia Krull vs Gavin Moss         | My Life Is Going On  | [ 34 ] |
| 35 | 31 août      | Jain                                | Alright              | [ 35 ] |
| 36 | 7 septembre  | Jain                                | Alright              | [ 36 ] |
| 37 | 14 septembre | Jain                                | Alright              | [ 37 ] |
| 38 | 21 septembre | Jain                                | Alright              | [ 38 ] |
| 39 | 28 septembre | Jain                                | Alright              | [ 39 ] |
| 40 | 5 octobre    | Maroon 5 featuring Cardi B          | Girls Like You       | [ 40 ] |
| 41 | 12 octobre   | Calvin Harris & Sam Smith           | Promises             | [ 41 ] |
| 42 | 19 octobre   | Calvin Harris & Sam Smith           | Promises             | [ 42 ] |
| 43 | 26 octobre   | Calvin Harris & Sam Smith           | Promises             | [ 43 ] |
| 44 | 2 novembre   | George Ezra                         | Shotgun (en)         | [ 44 ] |
| 45 | 9 novembre   | George Ezra                         | Shotgun (en)         | [ 45 ] |
| 46 | 16 novembre  | George Ezra                         | Shotgun (en)         | [ 46 ] |
| 47 | 23 novembre  | George Ezra                         | Shotgun (en)         | [ 47 ] |
| 48 | 30 novembre  | George Ezra                         | Shotgun (en)         | [ 48 ] |
| 49 | 7 décembre   | George Ezra                         | Shotgun (en)         | [ 49 ] |
| 50 | 14 décembre  | George Ezra                         | Shotgun (en)         | [ 50 ] |
| 51 | 21 décembre  | Lady Gaga & Bradley Cooper          | Shallow              | [ 51 ] |
| 52 | 28 décembre  | Lady Gaga & Bradley Cooper          | Shallow              | [ 52 ] |

## Classement des titres les plus diffusés de l'année
Voici la liste des titres les plus diffusés lors de l'année 2018.
| №  | Artiste                             | Titre                |
| -- | ----------------------------------- | -------------------- |
| 1  | Maître Gims & Vianney               | La Même              |
| 2  | Tom Walker                          | Leave a Light On     |
| 3  | David Guetta & Sia                  | Flames               |
| 4  | Jain                                | Alright              |
| 5  | Calvin Harris & Dua Lipa            | One Kiss             |
| 6  | Cecilia Krull vs Gavin Moss         | My Life Is Going On  |
| 7  | Maroon 5 featuring Cardi B          | Girls Like You       |
| 8  | Ariana Grande                       | No Tears Left to Cry |
| 9  | Shawn Mendes                        | In My Blood          |
| 10 | Imagine Dragons                     | Whatever It Takes    |
| 11 | Ed Sheeran                          | Happier              |
| 12 | Vitaa & Claudio Capéo               | Un peu de rêve       |
| 13 | George Ezra                         | Shotgun (en)         |
| 14 | Jérémy Frérot                       | Revoir               |
| 15 | Calvin Harris & Sam Smith           | Promises             |
| 16 | Ed Sheeran                          | Perfect              |
| 17 | Kygo featuring Justin Jesso         | Stargazing (en)      |
| 18 | Camila Cabello featuring Young Thug | Havana               |
| 19 | Imagine Dragons                     | Next to Me           |
| 20 | Drake                               | God's Plan           |

## Chronologie
- Liste des titres musicaux numéro un au classement radio en France en 2017